# عندما بكى نيتشه (رواية)
عندما بكى نيتشه هي رواية عام 1992 بقلم إيرفين يالوم، أستاذ فخري للطب النفسي في جامعة ستانفورد، وهو وجودي ومعالج نفسي. تدور أحداث الكتاب في الغالب في فيينا، النمسا عام 1882، وتروي لقاء خياليًا بين الطبيب جوسيف بروير والفيلسوف الألماني فريدريك نيتشه. الرواية عبارة عن مراجعة لتاريخ الفلسفة والتحليل النفسي وبعض الشخصيات الرئيسية في العقود الأخيرة من القرن التاسع عشر، وتدور حول موضوع "الولع العاطفي".